# Sphaeronella philomedesi
Sphaeronella philomedesi is een eenoogkreeftjessoort uit de familie van de Nicothoidae. De wetenschappelijke naam van de soort is voor het eerst geldig gepubliceerd in 1975 door Bradford.